# Marsheaux
Marsheaux je řecká synthpopová dvojice zformovaná v Athénách v roce 2003. Je tvořena vokalistkami, autorkami a klávesistkami Marianthií Melitsi a Sophií Sarigiannidou. Jméno Marsheaux je vytvořeno z prvních slabik jmen obou členek skupiny. Obě členky zpívají převážně anglicky. Andy McCluskey z OMD o nich řekl: „Musím říci, že Marsheaux se mi velice líbí. Mají v sobě jistý druh jemné, melancholické krásy.“

## Historie
Marianthi Melitsi a Sophie Sarigiannidou se narodily v Soluni. V roce 2000 se přesunuly do Athén a v roce 2003 založily skupinu Marsheaux, aby se mohly více věnovat elektronické pop music. V roce 2015 popsaly hudebnímu blogu Azltron počátek jejich skupiny: „Před dvanácti lety jsme byly v Athénách na párty věnované skupině Depeche Mode a chlapci z nahrávací společnosti Undo Records nám řekli, že můžeme hrát také skladby od Depeche Mode. Tak jsme se rozhodly skupinu založit a nahrát skladbu pro kompilaci jménem Nu Romantics, na které oni pracovali. Udělaly jsme cover verzi skladby "Popcorn" od Gershona Kingsleyho, vymyslely jsme jméno a vyhrály jsme sázku. Máme velkou radost, že jsme ji vyhrály, protože v opačném případě bychom musely uklízet jejich dům po celý rok.“
S touto skladbou se v Řecku proslavily. Singl se hrál v rádiích nejen v Řecku, ale i po celé Evropě. Mezinárodní uznání si dále posílily svými remixy skladby „Will I Ever“ od In Vox v úpravě Andyho Bella ze skupiny Erasure. Po podpisu smlouvy s Undo Records vydaly v červnu roku 2004 své debutové album E-Bay Queen. Album bylo silně ovlivněno stylem skupin The Human League, Orchestral Manoeuvres in the Dark, New Order, Erasure, Yazoo a Depeche Mode. V prosinci 2006 nakladatelství Undo Records vydalo další jejich album s názvem Peekaboo. Album obsahovalo dvě cover skladby, „Regret“ od New Order a „The Promise“ od When in Rome. Portál Electronically Yours album ocenil jako Album roku 2007. Singl „Hanging On“ byl vydán v roce 2007.
Kromě nahrávání vlastních skladeb rovněž remixovaly existující skladby umělců jako Moby, Depeche Mode, Sakis Rouvas, Gwen Stefani a Hurts. V roce 2008 nahrály svoji verzi skladby "She's Leaving" od OMD. Také vydaly limitovanou edici sedmipalcového vinylu „Ghost“, která obsahovala „Bizarre Love Duo“. V červenci 2009 skupina vydala u nakladatelství Undo Records/Out of Line své třetí album Lumineux Noir. Album bylo vydáno ve dvou verzích: standardní vydání se 13 skladbami a limitovaná edice, která obsahovala bonusový disk s remixy a jednu novou skladbu. Podle magazínu Side-Line album „nepřineslo revoluci ve zvuku, ale ukázalo rostoucí úroveň ve skládání a produkci“. Připomíná synthpop 80. let, skladby jsou srovnatelné se skupinami Ladytron, The Chemical Brothers či Client. V květnu 2011 vydaly novou skladbu „Can You Stop Me?“ V květnu 2012 skupina vydala kompilaci převážně dosud nevydaných skladeb a méně známých písní E-Bay Queen is Dead. Čtvrté album, Inhale, následovalo v roce 2013, společně s kompilací všech dosavadních studiových alb Odyssey.
V roce 2015 vydaly své páté studiové album A Broken Frame, což je cover verze alba Depeche Mode z roku 1982 stejného jména. Bylo považováno jako věrné originálu s vylepšeným zvukem, včetně některých tmavších a pomalejších provedení skladeb jako „The Meaning of Love“ a „A Photograph of You“, stejně jako trip-hopová verze „Shouldn’t Have Done That“. V květnu 2016 vydaly nový singl „Safe Tonight“, který obsahuje původní a prodlouženou verzi skladby a remixy od Nikonna a Fotonovely. Tento singl pochází z jejich šestého studiového alba Ath.Lon, vydaného 16. června 2016.

## Turné

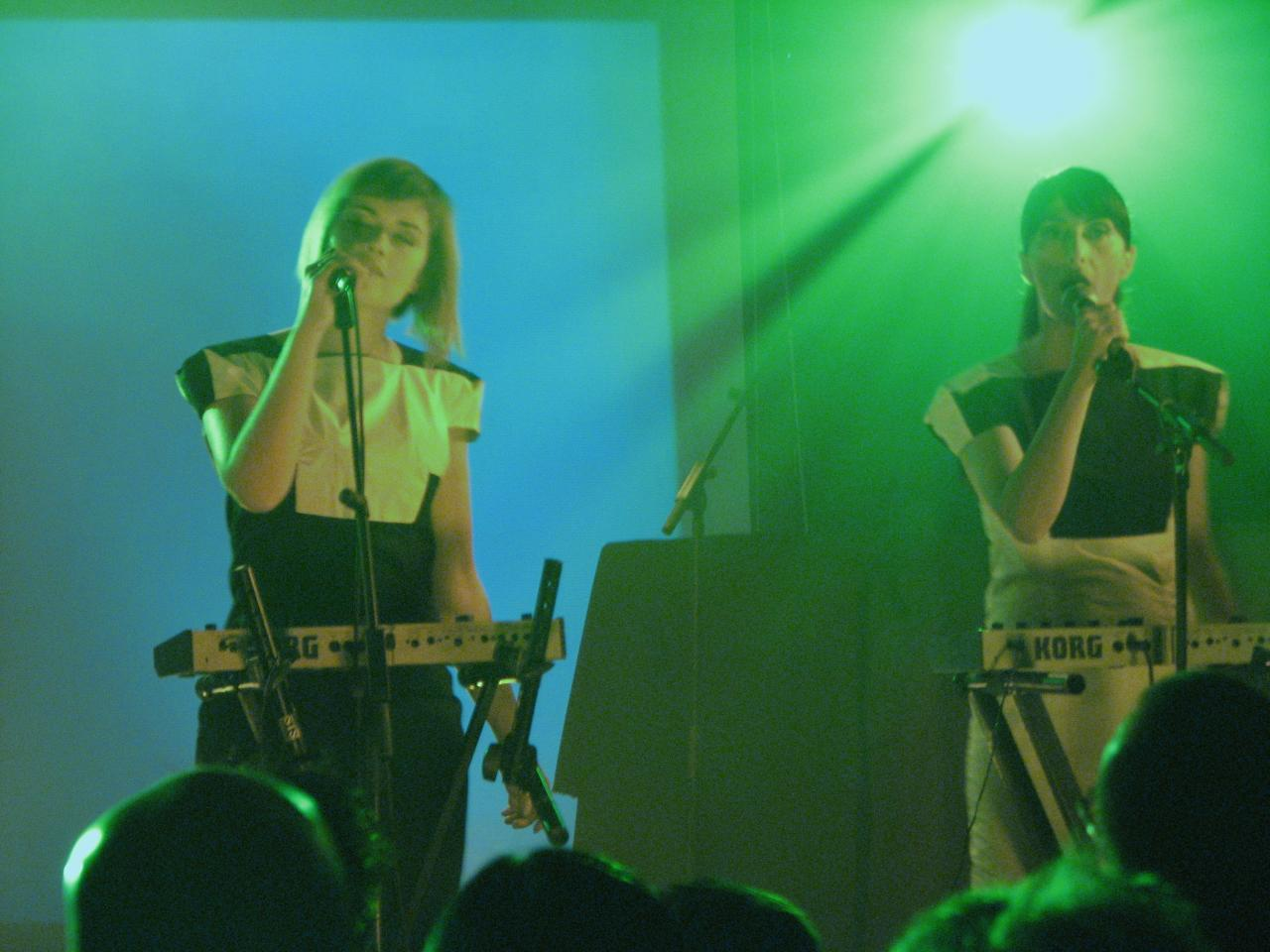
Marsheaux během živého vystoupení v roce 2008

Vystupovaly na různých festivalech včetně Infest, Pluswelt, Amphi a Exit. Rovněž hrály jako předskupina pro skupiny OMD a Róisín Murphy v Řecku a skupinu Client v Německu. Obě členky skupiny pravidelně vystupují v klubech v Athénách.

## Nástroje
Obě členky skupiny jsou jak zpěvačky, tak multiinstrumentalistky. Marianthi hraje na Microkorg, Minimoog, Roland SH101, Speak & Math a Yamaha CS01. Sophie hraje na Microkorg, Korg MS-10, Roland Alpha Juno2, Akai AX80, Roland CR-78, a Kurzweil K2000.

## Diskografie

### Studiová alba
- E-Bay Queen (2004)
- Peekaboo (2006)
- Lumineux Noir (2009)
- Inhale (2013)
- A Broken Frame/An Extended Broken Frame (2015)
- Ath.Lon (2016)

### Kompilace
- E-Bay Queen is Dead (2012)
- Odyssey (2013)
- Our Girls on Film (2018)
- Inhale (2019)
- Alternatives (2020)

### Singly
- „Popcorn“ (Undo Records, 2003)
- „Hanging On“ (Undo Records, 2007)
- „Ghost“ (limited 7", Undo Records, 2008)
- „Breakthrough“ (Undo Records, 2009)
- „Summer“ (Out of Line, 2009)
- „Safe Tonight“ (Undo Records, 2016)
- „Home“ (2019)

### Další produkce
- 2005 – „New Life“ od Depeche Mode, coververze pro kompilační album Around the World and Back: A Greek Tribute To Depeche Mode, vydáno 21. března 2005 u Undo Records.
- 2007 – „Empire State Human“ coververze vydaná 4. března 2007 jako pocta k třicátému výročí The Human League. Stáhnutelné zdarma.
- 2007 – Remix skladby „A Dark City's Night“ od německého synthpopového dua Portash (na albu Framed Lives).
- 2007 – Remix skladby „It's Not Over“ od britské elektropopové skupiny Client.
- 2008 – Remix skladby "Perfect Girl" od britské elektropopové skupiny The Ultrasonics, vydaný 25. srpna 2008.
- 2015 – „Skladba We Met Bernard Sumner at a Christmas Party Last Night“ – vydaná na kompilačním albu Ghosts of Christmas Past, remake.
- 2017 – Get The Balance Right – limitovaná edice EP vydaná Undo Records

### Hudební videa
- „Popcorn“
- „Pure“
- „Hanging On“
- „Breakthrough“
- „Summer“
- „Can You Stop Me?“
- „Inhale“
- „Monument“
- „Safe Tonight“
- „Like A Movie“
- „Now You Are Mine“
- „To The End“